# Plastochinon
Plastochinon (abgekürzt PQ von englisch Plastoquinone) ist eine zur Stoffgruppe der Chinone zählende chemische Verbindung, die in den Thylakoidmembranen der Chloroplasten vorkommt. Hier ist es an der Lichtreaktion der Photosynthese beteiligt, indem es als Glied einer Elektronentransportkette Elektronen vom Photosystem II zum Cytochrom-b6f-Komplex transportiert.

## Molekülstruktur
Grundkörper des Plastochinons ist das zur Stoffgruppe der Chinone zählende 1,4-Benzochinon, das in den Positionen 2 und 3 eine Methylgruppe und in der Position 5 eine Isoprenoid-Seitenkette enthält. Plastochinon wird nach Anzahl der Isopren-Einheiten in der Seitenkette auch als PQ-9 bezeichnet. Diese hydrophobe Seitenkette ermöglicht die Verankerung der Verbindung im ebenfalls hydrophoben Bereich der Thylakoid-Biomembran.

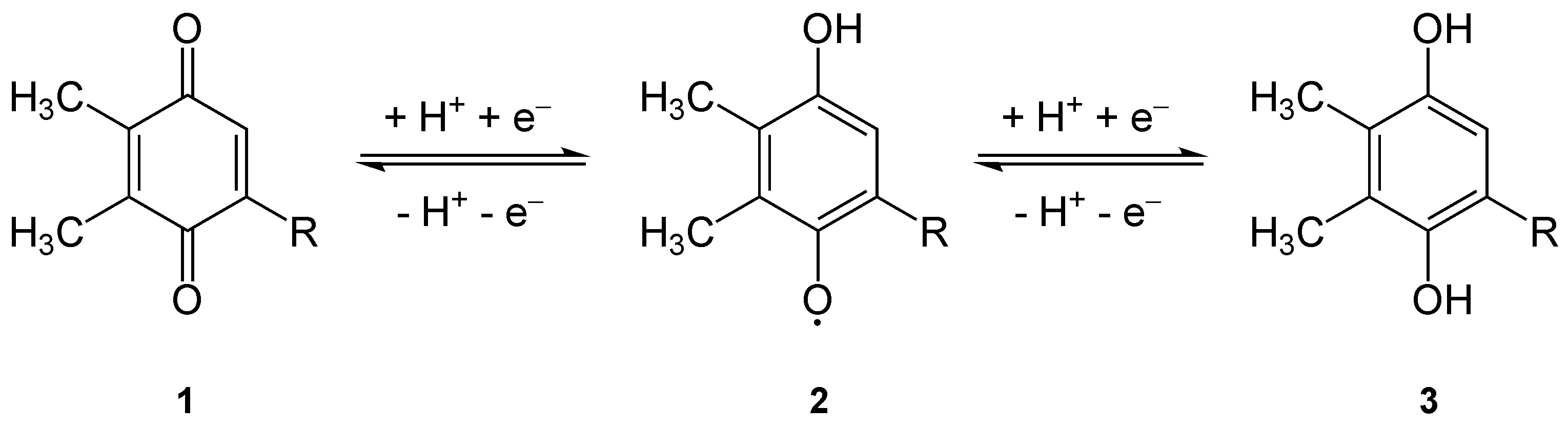
Die Reduktion von Plastochinon (1) zu Plastochinol (3) erfolgt über das Semichinon (2).